# Italië op de Europese kampioenschappen atletiek 2010
Italië werd vertegenwoordigd door 73 atleten op de Europese kampioenschappen atletiek 2010.

## Deelnemers
| Onderdeel            | Mannen | Vrouwen                                                                                            |
| -------------------- | --- | -------------------------------------------------------------------------------------------------- |
| 100m                 | Fabio Cerutti Simone Collio Emanuele Di Gregorio                                                            | Manuela Levorato                                                                                   |
| 200m                 | Matteo Galvan                                                                                               | Giulia Arcioni                                                                                     |
| 400m                 | Andrea Barberi Claudio Licciardello Marco Vistalli                                                          | Marta Milani Libania Grenot                                                                        |
| 800m                 | Giordano Benedetti Lukas Rifesser Mario Scapini                                                             | Elisa Cusma Daniela Reina                                                                          |
| 1500m                | Christian Obrist                                                                                            | |
| 5000m                | Stefano La Rosa Daniele Meucci                                                                              | Elena Romagnolo                                                                                    |
| 10000m               | Andrea Lalli Daniele Meucci                                                                                 | Federica Dal Rì                                                                                    |
| Marathon             | Ottaviano Andriani Stefano Baldini Migidio Bourifa Daniele Caimmi Denis Curzi Ruggero Pertile               | Rosaria Console Anna Incerti Deborah Toniolo                                                       |
| 110/100m horden      | Stefano Tedesco                                                                                             | Marzia Caravelli                                                                                   |
| 400m horden          | Giacomo Panizza                                                                                             | Manuela Gentili                                                                                    |
| Hoogspringen         | Filippo Campioli Silvano Chesani Marco Fassinotti                                                           | Antonietta di Martino Raffaella Lamera                                                             |
| Polsstokhoogspringen | Giuseppe Gibilisco Giorgio Piantella                                                                        | Elena Scarpellini                                                                                  |
| Verspringen          | Andrew Howe Emanuele Formichetti Stefano Tremigliozzi                                                       | |
| Hink-stap-springen   | Fabrizio Donato Fabrizio Schembri Daniele Greco                                                             | Simona La Mantia                                                                                   |
| Kogelstoten          | | Chiara Rosa                                                                                        |
| Discuswerpen         | | Laura Bordignon                                                                                    |
| Hamerslingeren       | Nicola Vizzoni                                                                                              | Silvia Salis                                                                                       |
| Speerwerpen          | | Zahra Bani                                                                                         |
| 20 km snelwandelen   | Ivano Brugnetti Giorgio Rubino Alex Schwazer                                                                | Sibilla Di Vincenzo                                                                                |
| 50es km snelwandelen | Marco De Luca Alex Schwazer                                                                                 | |
| 4x100m               | Simone Collio Emanuele Di Gregorio Roberto Donati Giovanni Tomasicchio Jacques Riparelli Maurizio Checcucci | Manuela Levorato Giulia Arcioni Audrey Alloh Jessica Paoletta Martina Giovanetti Tiziana M. Grasso |
| 4x400m               | Matteo Galvan Andrea Barberi Claudio Licciardello Marco Vistalli Luca Galletti Domenico Fontana             | Marta Milani Libania Grenot Chiara Bazzoni Maria Enrica Spacca Elena M. Bonfanti                   |

## Resultaten

### 100m

#### Mannen
- Fabio Cerutti
  - Ronde 1: 10.38 (Q)
  - Halve finale: 11de in 10,33 (NQ)
- Simone Collio
  - Ronde 1: 10.43 (Q)
  - Halve finale: 7de in 10,23 (q)
  - Finale: opgave
- Emanuele Di Gregorio
  - Ronde 1: 10.31 (Q)
  - Halve finale: 4de in 10,17 (PB) (Q)
  - Finale: 7de in 10,34

#### Vrouwen
- Manuela Levorato
  - Reeksen: 11,80 (NQ)

### 100m horden vrouwen
- Marzia Caravelli
  - Reeksen: 24ste in 13,50 (NQ)

### 110m horden mannen
- Stefano Tedesco
  - Reeksen: 23ste in 13,96 (NQ)

### 200m

#### Mannen
- Matteo Galvan
  - Reeksen: 17de in 20,96 (NQ)

#### Vrouwen
- Giulia Arcioni
  - Reeksen: 13de met 23,63 (q)
  - Halve finale: 15de met 23,77 (NQ)

### 400m

#### Mannen
- Andrea Barberi
  - Ronde 1: 46,05 (SB) (Q)
  - Halve finale: 11de in 45,63 (SB) (NQ)
- Marco Vistalli
  - Ronde 1: 46,06 (Q)
  - Halve finale: 8ste in 45,38 (PB) (NQ)

#### Vrouwen
- Marta Milani
  - Reeksen: 8ste in 52,36 (q)
  - Finale: 7de in 51,87 (PB)
- Libania Grenot
  - Reeksen: 2de in 51,03 (SB) (Q)
  - Finale: 4de in 50,43 (SB)

### 1500m mannen
- Christian Obrist
  - Reeksen: 8ste in 3.42,02 (q)
  - Finale: 7de in 3.43,91

### 5000m mannen
- Stefano La Rosa
  - Reeksen: 12de in 13.38,71 (q)
  - Finale: 10de in 13.46,58
- Daniele Meucci
  - Reeksen: 3de in 13.35,02 (SB) (q)
  - Finale: 6de in 13.40,17

### 20 km snelwandelen

#### Mannen
- Alex Schwazer:  in 1:20.38
- Giorgio Rubino: 5de in 1:22.12
- Ivano Brugnetti: DNF

#### Vrouwen
- Sibilla Di Vincenzo: gediskwalificeerd

### 50km snelwandelen
- Marco De Luca: 6de in 3:48.36 (SB)
- Alex Schwazer: opgave

### 400m horden

#### Mannen
- Giacomo Panizza
  - Reeksen: 51,11 (q)
  - Halve finale: 15de in 51,46 (NQ)

#### Vrouwen
- Manuela Gentili
  - Ronde 1: 56.14 (q)
  - Halve finale: 13de in 56,56 (NQ)

### 800m

#### Mannen
- Giordano Benedetti
  - Reeksen: 11de in 1.50,00 (Q)
  - Halve finale: 14de in 1.49,33 (NQ)
- Lukas Rifesser
  - Reeksen: 17de in 1.50,40 (Q)
  - Halve finale: 16de in 1.49,75 (NQ)
- Mario Scapini
  - Reeksen: 6de in 1.49,67 (q)
  - Halve finale: 12de in 1.49,13 (NQ)

#### Vrouwen
- Elisa Cusma
  - Ronde 1: 1:59.80 (NQ)
- Daniela Reina
  - Ronde 1: 2:01.94

### 10000m

#### Mannen
- Andrea Lalli: 7de in 29:05.20
- Daniele Meucci:  in 28:27.33

#### Vrouwen
- Federica Dal Rì: opgave

### 4x100m

#### Mannen
- Reeksen: gediskwalificeerd
  - Finale:  in 38,17

#### Vrouwen
- Reeksen: 12de in 44,15 (NQ)

### 4x400m

#### Mannen
- Reeksen: 7de in 3.04,55 (q)

#### Vrouwen
- Reeksen: 2de in 3.27,95 (Q)
- Finale: 4de in 3.25,71

### Kogelstoten vrouwen
- Chiara Rosa
  - Kwalificatie: 18.26m (Q)
  - Finale: 17.49m (13de)

### Hamerslingeren

#### Mannen
- Nicola Vizzoni
  - Kwalificatie: 75,04m (q)
  - Finale:  met 79,12m (SB)

#### Vrouwen
- Silvia Salis
  - Kwalificatie: 70,33m (Q)
  - Finale: 7de met 68,85m

### Discuswerpen vrouwen
- Laura Bordignon
  - Kwalificatie: 53,82m (NQ)

### Hoogspringen

#### Mannen
- Filippo Campioli
  - Kwalificatie: 2,23m (NQ)
- Silvano Chesani
  - Kwalificatie: 2,19m (NQ)
- Marco Fassinotti
  - Kwalificatie: 2,26m (q)
  - Finale: 9de met 2,23m

#### Vrouwen
- Antonietta di Martino
  - Kwalificatie: 1,90m (NQ)
- Raffaella Lamera
  - Kwalificatie: 1,87m (NQ)

### Speerwerpen vrouwen
- Zahra Bani
  - Kwalificatie: 56,68m (q)
  - Finale: 11de met 53,67m

### Hink-stap-springen

#### Mannen
- Fabrizio Donato
  - Kwalificatie: 16,88m (Q)
  - Finale: 9de met 16,54m
- Fabrizio Schembri
  - Kwalificatie: 16,96m (Q)
  - Finale: 8ste met 16,73m
- Daniele Greco
  - Kwalificatie: 16,51m (NQ)

#### Vrouwen
- Simona La Mantia
  - Kwalificatie: 10de met 14,16m (q)
  - Finale:  met 14,56m

### Polsstokhoogspringen mannen
- Giuseppe Gibilisco
  - Reeksen: 1ste in 5,65m (Q)
  - Finale: 4de met 5,75m (SB)
- Giorgio Piantella
  - Reeksen: 16de in 5,50m (NQ)

### Verspringen mannen
- Andrew Howe
  - Kwalificatie: 5de met 8,15m (Q)
  - Finale: 5de met 8,12m
- Emanuele Formichetti
  - Kwalificatie: 16de met 7,91m (NQ)
- Stefano Tremigliozzi
  - Kwalificatie: 21ste met 7,80m (NQ)

### Marathon

#### Mannen
- Ottaviano Andriani: 11de in 2:21.32
- Stefano Baldini: opgave
- Migidio Bourifa: 7de in 2:20.35
- Daniele Caimmi: 3de in 2:29.18
- Denis Curzi: opgave
- Ruggero Pertile: 4de in 2:19.33

#### Vrouwen
- Rosaria Console: 10de in 2:36.20
- Anna Incerti:  in 2:32.48
- Deborah Toniolo: 13de in 2:37.10

Albanië · Andorra · Armenië · Azerbeidzjan · België · Bosnië en Herzegovina · Bulgarije · Cyprus · Denemarken · Duitsland · Estland · Finland · Frankrijk · Georgië · Gibraltar · Griekenland · Groot-Brittannië · Hongarije · Ierland · IJsland · Israël · Italië · Kroatië · Letland · Liechtenstein · Litouwen · Luxemburg · Macedonië · Malta · Moldavië · Monaco · Montenegro · Nederland · Noorwegen · Oekraïne · Oostenrijk · Polen · Portugal · Roemenië · Rusland · San Marino · Servië · Slovenië · Slowakije · Spanje · Tsjechië · Turkije · Wit-Rusland · Zweden · Zwitserland